# لامار بوگارد
لامار بوگارد (انگلیسی: Lamare Bogarde؛ زادهٔ ۵ ژانویهٔ ۲۰۰۴) بازیکن فوتبال اهل هلند است.
از باشگاه‌هایی که در آن بازی کرده‌است می‌توان به باشگاه فوتبال استون ویلا اشاره کرد.
وی همچنین در تیم‌های ملی فوتبال زیر ۱۷ سال هلند و زیر ۱۹ سال هلند بازی کرده‌است.